# Sông Y
Sông Y (chữ Hán: 伊河, âm Hán Việt: Y Hà) là một chi lưu của sông Lạc (Lạc Thủy) thuộc bờ nam Hoàng Hà. Sông này bắt nguồn từ huyện Loan Xuyên của địa cấp thị Lạc Dương của tỉnh Hà Nam, chảy qua Y Khuyết rồi vào đất Lạc Dương, sau đó sông chảy theo hướng đông bắc đến Yển Sư và nhập vào Lạc Thủy. Tổng cộng chiều dài sông này là 368 km, diện tích lưu vực là 6100 km². Lưu vực sông Y có nhiều địa điểm khảo cổ quan trọng.